# Studia Slavica et Balcanica Petropolitana
«Studia Slavica et Balcanica Petropolitana» (с лат. — «Петербургские славянские и балканские исследования») — международный рецензируемый журнал по исторической славистике. Издается два раза в год.

## История
Журнал был основан в 2007 году. Учредителем и издателем является Санкт-Петербургский государственный университет. Целью журнала является публикация результатов новых исследований в области истории славянских и балканских народов, введение в оборот новых источников, рецензирование наиболее интересных современных книг в области славистики.
Журнал индексируется в Emerging Sources Citation Index — базе данных научных журналов, которая является частью Core Collection Web of Science, и Russian Science Citation Index Web of Science. Журнал индексируется в Scopus (c 2014 года). По SCImago Journal Rank , составляемом на основе базы Scopus, в 2015—2016 и 2018 гг. журнал входил во второй квартиль, в 2017 г. — в третий. В 2022 году журнал вошёл в первый квартиль по Journal Citation Reports, в 2023 перешёл в третий.
Журнал входит в список ВАК, рекомендуемых для опубликования основных научных результатов диссертации на соискание учёной степени кандидата и доктора наук. «Studia Slavica et Balcanica Petropolitana» входит в первый квартиль «белого списка» российских журналов(авторитетных научных изданий), который используется для оценки результативности научных организаций.
Постоянными рубриками журнала являются:
- «Commentarii / Статьи» (в каждом выпуске журнала этот блок посвящен отдельной конкретной теме)
- «Disputatio/Дискуссия»
- «Fontes / Источники»
- «Miscellanea / Смесь»
- «Recensionis / Рецензии»[8].

Журнал входит в Directory of Open Access Journals.
В 2018 году «Studia Slavica» была отобрана в число 100 лучших научных журналов по России, получивших государственную поддержку по Госконтракту № 14.597.11.0035, заключенного между Минобрнауки России и НП «НЭИКОН».
Статьи, опубликованные в журнале, индексируются в международных наукометрических базах данных и размещаются в электронных библиотеках:
- РИНЦ[11]
- CEEOL[англ.][12]
- Virtuelle Fachbibliothek Osteuropa[нем.][13]
- Proquest[англ.]
- EBSCO[англ.]
- ERIH PLUS[англ.][14]
- Киберленинка[1]
- Библиороссика[15]

## Отзывы
Сотрудник Белорусского Государственного Университета Е. С. Глинский дал следующую характеристику журналу:

И своим названием, и кругом лиц, непосредственно участвующих в подборке материалов (редакционная коллегия), SSBP тесно связано с Санкт-Петербургским государственным университетом, его исторической школой и её научными приоритетами. Однако это не привело к превращению сборника в узконаправленное, локально ориентированное издание. Наоборот, очевидной положительной стороной SSBP является широта рассматриваемой на его страницах проблематики. Редакционная коллегия старается придерживаться «тематического» принципа при формировании содержания отдельных выпусков… данное издание является одной из главных российских научных площадок для обмена мнениями по белорусоведческой и литуанистской проблематике. К сильным сторонам периодика следует отнести разнообразие подходов и мнений, озвучиваемых на его страницах, наличие публикаций наработок не только российских, но также белорусских, польских, украинских, в меньшей степени литовских исследователей". 
На сайте Российской национальной библиотеки журнал охарактеризован следующим образом:

 «Studia Slavica et Balcanica Petropolitana» по праву считается одним из самых авторитетных отечественных изданий по славистике. Статьи, размещенные в журнале, индексируются в международных наукометрических базах данных и размещаются в электронных библиотеках: Web of Science, Scopus, РИНЦ, CEEOL, ViFaOst, Proquest, EBSCO, ERIH PLUS, Киберленинка, Библиороссика и др. Уровень «Studia Slavica» подтверждает представительная редколлегия, высокий импакт-фактор, и, безусловно, качественный контент. При отборе материалов предпочтение отдается публикации источников и статей, содержащих новые сведения и концепции или трактовку уже известных научных проблем. 
На сайте «Русская народная линия» был опубликован следующий отзыв на журнал:

 В 2006 году на Кафедре истории славянских и балканских стран Исторического факультета Санкт-Петербургского Университета был основан журнал Studia Slavica et Balcanica Petropolitana. В 2007 году вышел первый номер. Само по себе это событие было значимым: в России кроме журнала «Славяноведение» (бывшее «Советское славяноведение») практически нет чисто славяноведческих журналов, тем более — чисто исторической направленности. Однако, журнал замечателен не только этим. За 12 лет он добился мирового признания. Дело не только в формальных показателях и в том, что с 2013 года он вошёл во всемирную систему индексации Scopus, а в 2015 в WOS — Web of Science. Главное в другом: в нём не только печатаются ведущие отечественные и зарубежные слависты (такие как Д. И. Полывянный, П. П. Толочко и др.), но и ведутся дискуссии по важнейшим вопросам современного славяноведения. 

## Редакция

### Редакционная коллегия
- Александр Филюшкин — доктор исторических наук, профессор, Санкт-Петербургский государственный университет, Санкт-Петербург, Россия — главный редактор
- Светлана Смирнова — кандидат исторических наук, Санкт-Петербургский государственный университет, Санкт-Петербург, Россия — ответственный редактор
- Денис Алимов — кандидат исторических наук, доцент, Санкт-Петербургский государственный университет, Санкт-Петербург, Россия
- Виталий Ананьев — доктор культурологии, доцент, Санкт-Петербургский государственный университет, Санкт-Петербург, Россия
- Фёдор Веселов — кандидат исторических наук, доцент, Санкт-Петербургский государственный университет, Санкт-Петербург, Россия
- Дарья Мартынова — кандидат искусствоведения, доцент, Санкт-Петербургский государственный университет, Санкт-Петербург, Россия
- Евгений Петров — доктор исторических наук, доцент, Санкт-Петербургский государственный университет, Санкт-Петербург, Россия
- Наталья Турыгина — кандидат исторических наук, Санкт-Петербургский государственный университет, Санкт-Петербург, Россия

### Редакционный совет
- Андрей Дворниченко — доктор исторических наук, профессор, заведующий кафедрой истории России с древнейших времен до XX века Санкт-Петербургского государственного университета
- Михаил Липкин — доктор исторических наук, ведущий научный сотрудник, член-корреспондент РАН, профессор РАН, директор Института всеобщей истории РАН, Москва, Россия
- Геннадий Матвеев —доктор исторических наук, заведующий кафедрой истории южных и западных славян Московского государственного университета им. М. В. Ломоносова, Москва, Россия
- Нэвен Будак[хорв.] — профессор Отделения истории философского факультета Загребского университета, Загреб, Хорватия.
- Дарина Григорова — профессор Софийского университета, София, Болгария
- Александр Груша — доктор исторических наук, директор Центральной научной библиотеки имени Якуба Коласа НАН Беларуси, Беларусь
- Мирослав Даниш — заведующий кафедрой всеобщей истории философского факультета, университет им. Я. А. Коменского в Братиславе, Братислава, Словакия.
- Нина Кршлянин — доцент Университета Белграда, Белград, Сербия
- Гордан Раванчич — исследователь, отделение средневековых исследований, Хорватский институт истории, Загреб, Хорватия
- Эмир Филиппович — профессор, руководитель Отделения истории Философского факультета, Сараевский университет, Сараево, Босния и Герцеговина[19]